# Retouchoir

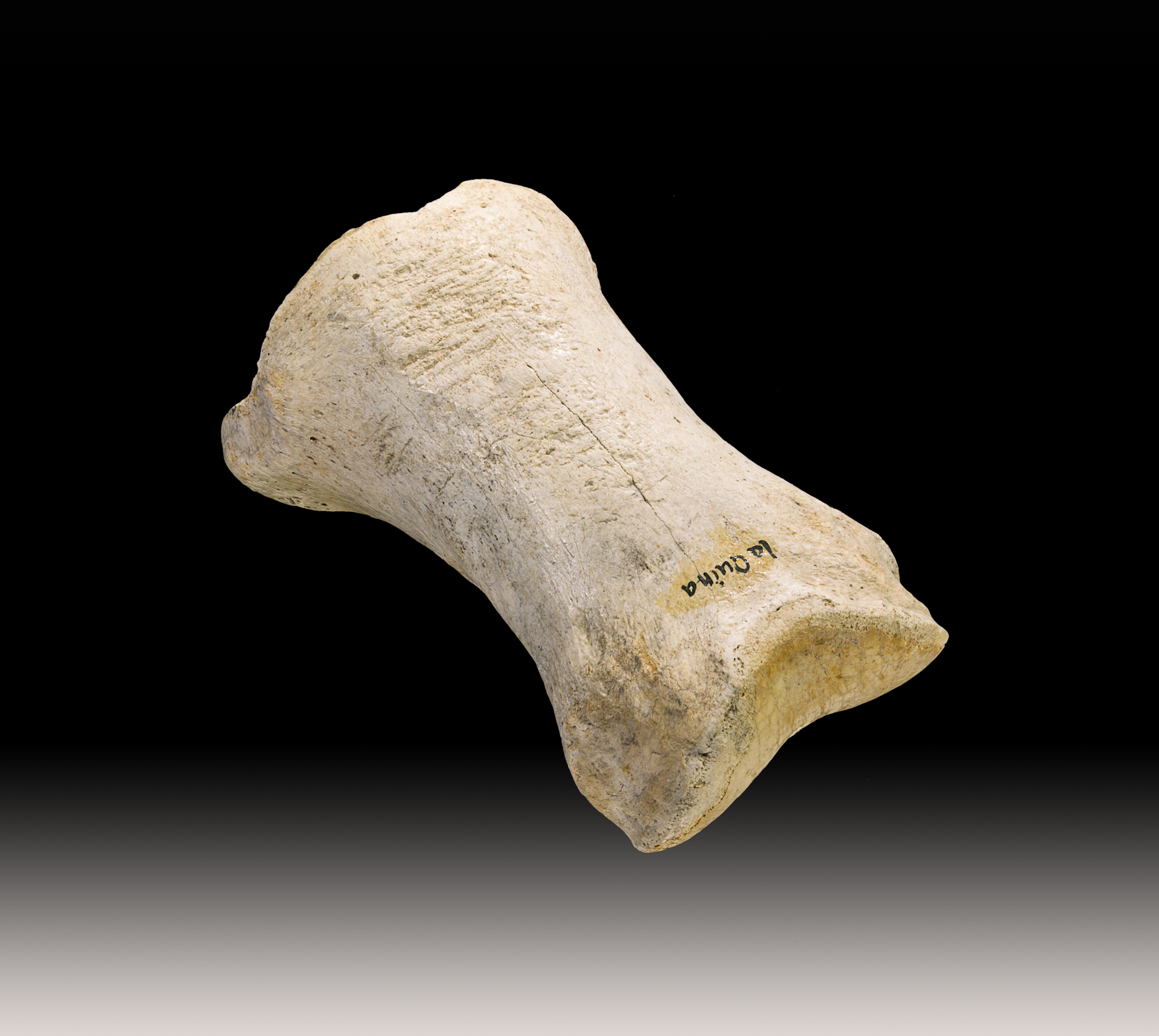
Retouchoir de La Quina,
Muséum de Toulouse

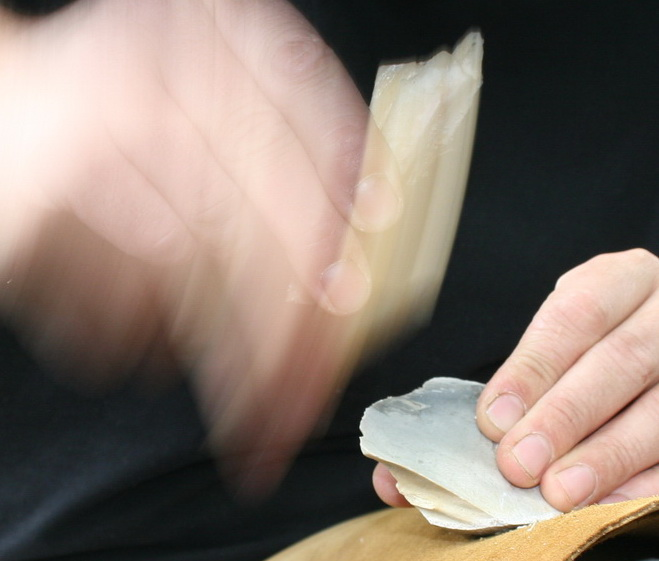
Utilisation expérimentale d'un retouchoir en os

En archéologie préhistorique, un retouchoir est un objet généralement en os utilisé pour modifier un éclat en pierre (silex ou autre) en le percutant marginalement de façon à le transformer en outil, en régularisant la délinéation de ses bords ou en modifiant sa forme. Les retouchoirs sont particulièrement abondants dans certaines séries moustériennes, mais il en existe aussi au Paléolithique supérieur, voire dans des industries plus récentes.

## Historique
Dès la fin du XIXe siècle, l’existence d’ossements présentant des traces d’utilisation par l'homme a été notée par différents auteurs dans des époques et des cultures différentes, allant du Paléolithique moyen au Néolithique. Les premiers travaux poussés sur la question sont ceux de Léon Henri-Martin, qui note en 1906 la présence de « maillets », d'« enclumes » ou de « compresseurs » à La Quina,.
La question du caractère anthropique des retouchoirs, soulevée notamment par Lewis Binford en 1981, qui voyait en eux le résultat de l’action des carnivores, ne semble plus faire débat à l’heure actuelle, tant les études taphonomiques se sont développées et ont systématiquement écarté tous les éléments suspects. La convergence possible des stigmates anthropiques avec ceux liés à l’action des carnivores ne doit toutefois pas être négligée.

## Caractéristiques
Les retouchoirs sont le plus souvent des fragments de diaphyses osseuses d'herbivores, mais il en existe aussi sur des phalanges, sur des extrémités distales d’humérus ou sur des dents jugales (molaires et prémolaires). À l'Aurignacien, il existe également des retouchoirs sur canines de carnivores ayant fait l'objet d'une acquisition spécifique, et ayant peut-être de ce fait une signification d'ordre symbolique.
À cette notable exception près, les supports de retouchoirs semblent être le plus souvent des sous-produits de l’acquisition de ressources carnées (récupération de fragments d'os liés à l'acquisition de la moelle osseuse).
Des traces de raclage antérieures à l’utilisation en percussion ont été observées sur différents sites moustériens (La Quina, Artenac, Espagnac, Jonzac). Elles sont généralement interprétées comme des indices d’aménagement de l’objet en vue d’en améliorer la fonctionnalité.
Les stigmates de percussion caractéristiques des retouchoirs sont de petites entailles dissymétriques, dont l’un des pans, régulier et rectiligne, correspond à l’impact avec le tranchant de l'outil retouché, et dont l’autre pan présente un arrachement de matière irrégulier. Une étude expérimentale a montré que certains retouchoirs de la grotte du Noisetier avaient été utilisés pour retoucher des éclats de silex tandis que d'autres avaient percuté du quartzite.